# Samsung Galaxy S10
Samsung Galaxy S10 là dòng điện thoại thông minh Android cao cấp được sản xuất bởi Samsung Electronics. Sản phẩm được giới thiệu trong sự kiện Samsung Unpacked 2019 (sự kiện thường niên ra mắt sản phẩm mới của Samsung) vào ngày 20 tháng 2 năm 2019 tại San Francisco, Mỹ. Thiết kế của S10 series hoàn toàn thay đổi, nổi bật với màn hình "nốt ruồi" (Infinity-O) đánh dấu chặng đường 10 năm của dòng sản phẩm cao cấp S-series của Samsung (hãng sản xuất smartphone lớn nhất thế giới).
Trong sự kiện lần này, Samsung cho ra mắt 5 mẫu điện thoại thông minh bao gồm:
- Samsung Galaxy S10e
- Samsung Galaxy S10
- Samsung Galaxy S10+
- Samsung Galaxy S10 5G (chiếc điện thoại thông minh đầu tiên trên thế giới được tích hợp kết nối mạng 5G)
- Samsung Galaxy Fold (điện thoại gập)

Sự kiện Unpacked 2019 cũng ra mắt cùng với các mẫu tai nghe Galaxy Buds, đồng hồ thông minh Galaxy Watch Active, dây đeo thông minh Galaxy Fit và máy tính bảng Samsung Galaxy Tab S5e. Theo kế hoạch, các mẫu smartphone S10 mới sẽ được bắt đầu giao hàng trên thế giới vào ngày 8 tháng 3 năm 2019, với 3 phiên bản S10e, S10 và S10+ sẽ được phân phối chính hãng tại Việt Nam, S10 5G chỉ bán tại thị trường Hàn Quốc và Mỹ.
Điện thoại gập Galaxy Fold dự kiến sẽ mở bán vào ngày 26 tháng 4 năm 2019 (tuy nhiên sau đó bị tạm hoãn do những lỗi phát sinh từ màn hình gập của máy).
Bộ ba S10e, S10, S10+ mới của Samsung đều sở hữu con chip Snapdragon 855 7 nm của Qualcomm với phiên bản ở Mỹ, Trung Quốc, Nhật Bản, Hồng Kông và Exynos 9820 8 nm ở Việt Nam, Hàn Quốc,... Samsung Galaxy S10e và S10 có màn hình đục 1 lỗ chứa 1 camera trước, S10+ và S10 5G được đục lỗ lớn hơn chứa 2 camera trước. Dải camera sau được đặt thành hàng ngang. S10e sử dụng màn hình phẳng chứ không vát cong cạnh bên như S10, S10+ và S10 5G.
Ngoại trừ S10e và Galaxy Fold sử dụng vân tay ở cạnh bên, 3 smarphones còn lại đều sở hữu công nghệ quét vân tay siêu âm dưới màn hình. Samsung cũng loại bỏ tính năng quét mống mắt Irish Scanner, đây được coi là động thái chào thua tính năng Face ID 3D của Apple trên iPhone X/XR/XS/XSMax.
Vào đầu năm 2020, Samsung cho ra mắt thêm 1 phiên bản Samsung Galaxy S10 Lite với một số cắt giảm về cấu hình với màn hình phẳng (không vát cong như S10, S10+ và S10 5G). Galaxy S10 Lite ra mắt cùng với Galaxy Note10 Lite với ngôn ngữ thiết kế cụm camera sau đặt lệch về phía trên bên trái trong một khuôn hình vuông màu đen.

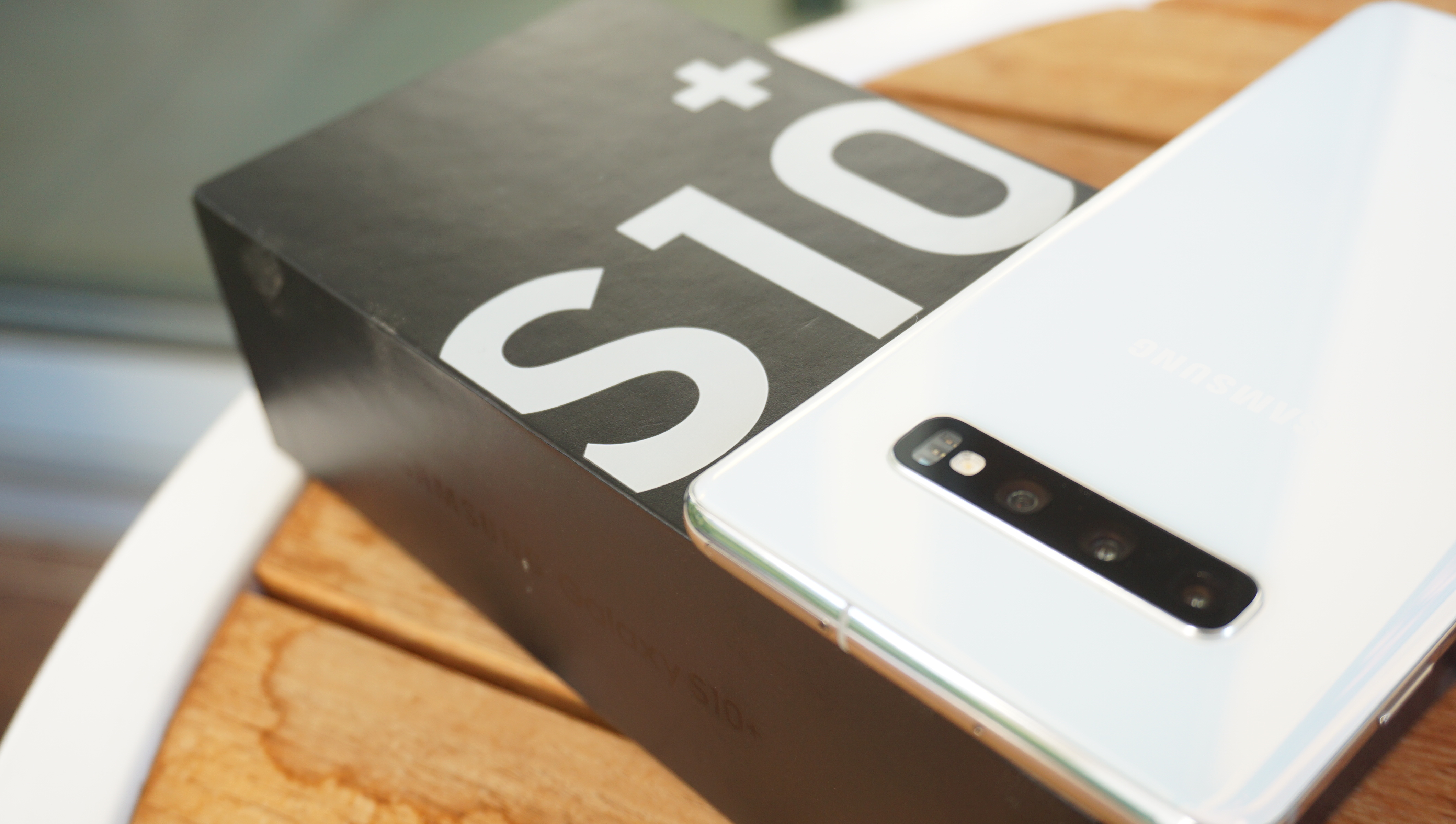
Mặt lưng của Samsung Galaxy S10+

## Thông số kĩ thuật
Phần cứng
S10 Series bao gồm 5 phiên bản (S10e | S10 Lite | S10 | S10+ | S10 5G) có thiết kế 2 mặt kính cường lực (riêng S10 Lite có mặt lưng được làm bằng nhựa) với khung nhôm, cùng với các thông số phần cứng khác nhau; S10, S10+ và S10 5G có màn hình Dynamic AMOLED, kích thước lần lượt là 6.1 inch, 6.4 inch và 6.7 inch độ phân giải Quad HD+ (1440p) và được hỗ trợ HDR 10+ cùng tính năng điều chỉnh dải sắc thái màu sắc. Màn hình có các cạnh cong dốc trên các cạnh bên của thiết bị tương tự như các thế hệ Galaxy S tiền nhiệm. Không giống như các điện thoại Samsung trước đây, máy ảnh mặt trước của chúng được đưa vào trong màn hình, bằng cách đục lỗ, chiếm một đường cắt tròn gần phía trên bên phải màn hình. S10, S10+ và S10 5G lần đầu được Samsung sử dụng cảm biến dấu vân tay siêu âm dưới màn hình.
Công nghệ vân tay siêu âm dưới màn hình cho hiệu quả tránh làm giả và tốc độ nhận diện nhanh hơn nhiều so với công nghệ vân tay quang học dưới màn hình (trên các hãng Android khác và các mẫu máy giá rẻ của Samsung). Nhưng vân tay siêu âm này được người dùng phản ánh là sẽ bị đánh lừa bởi các miếng dán màn hình sản xuất bởi bên thứ 3, các hệ thống ngân hàng và thanh toán online đã từ chối sử dụng vân tay siêu âm của S10/S10+ (do vậy, S10 và S10+ được Samsung khuyến khích sử dụng miếng dán chính hãng).
Các phiên bản của S10e, S10 và S10+ chính hãng tại thị trường Việt Nam, Hàn Quốc,... sẽ sử dụng chip Exynos 9820 của Samsung, trong khi các mẫu bán ra tại Hoa Kỳ, Nam Mỹ và Trung Quốc sử dụng Qualcomm Snapdragon 855. 

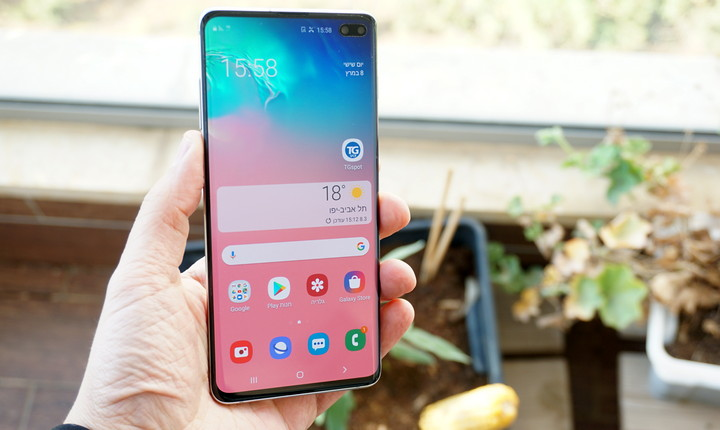
Trên tay Galaxy S10 Plus với cụm camera kép đục lỗ ở mặt trước.

Phiên bản Galaxy S10 5G chỉ được bán tại Hàn Quốc và Mỹ, cùng cấu hình với màn hình lớn hơn 6.7 inch.
Hai thiết bị S10 và S10+ cùng được bán với 2 tùy chọn bộ nhớ 128GB hoặc 512GB, riêng S10+ có thêm phiên bản dung lượng 1 terabyte với mặt lưng làm bằng gốm (Mặt lưng của phiên bản bộ nhớ 512GB cũng được làm bằng gốm). Chúng lần lượt có dung lượng pin là 3.400mAh và 4.100mAh, hỗ trợ sạc không dây chuẩn Qi và khả năng sạc ngược cho các thiết bị có sạc không dây cùng chuẩn Qi khác từ nguồn pin của chính nó.
S10 có camera phía sau nhiều ống kính; nó vẫn giữ ống kính tele 12 megapixel và camera chính 12 megapixel khẩu độ kép của Galaxy S9+, nhưng S10 có thêm ống kính góc cực rộng 16 megapixel. Camera mặt trước của S10+ là camera kép, được đi kèm với cảm biến độ sâu RGB thứ hai, được Samsung tuyên bố sẽ giúp cải thiện chất lượng hiệu ứng ảnh và các bộ lọc hình ảnh thực tế tăng cường. Hỗ trợ quay video 4K và HDR10 +. Phần mềm máy ảnh được nâng cấp tính năng "Đề xuất ảnh chụp" mới hỗ trợ người dùng, "Bộ lọc sống nghệ thuật", cũng như khả năng đăng trực tiếp lên các mạng xã hội và Stories trên Instagram.

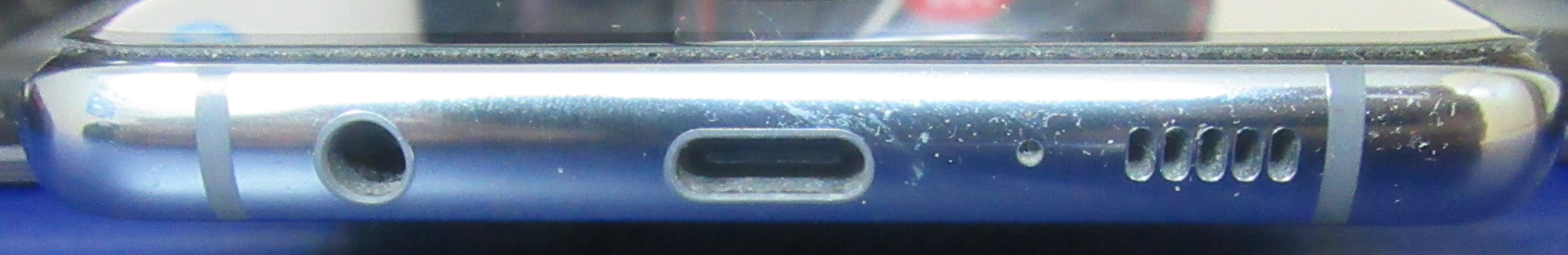
Mặt đáy của S10 series, đây cũng là dòng Galaxy S cuối cùng còn được Samsung giữ lại jack tai nghe 3.5mm

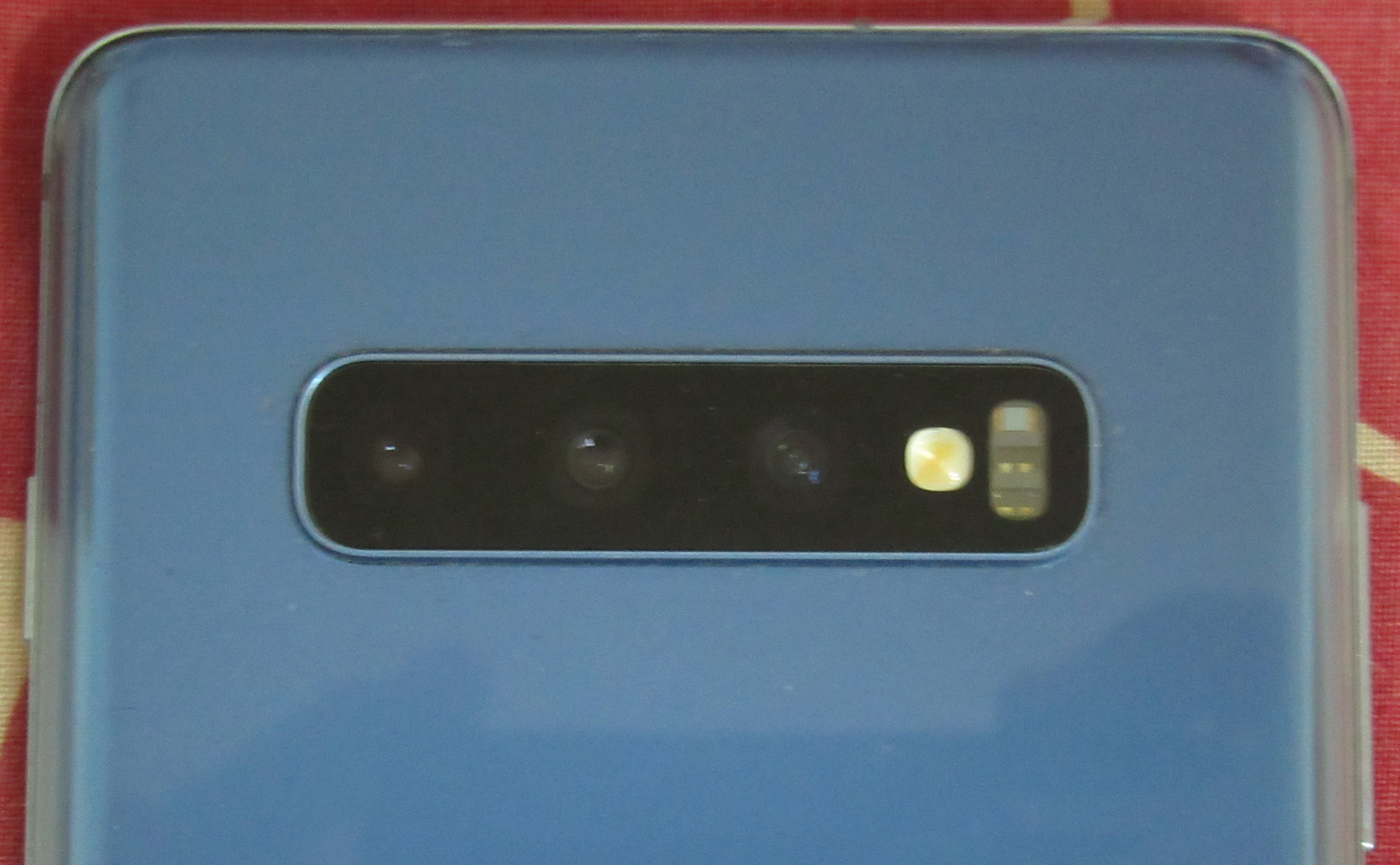
Cụm camera sau của Samsung Galaxy S10+

Bên cạnh S10 và S10+ là hai sản phẩm chính, Samsung cũng ra mắt S10e là phiên bản thu nhỏ của S10, nổi bật với màn hình 5,8 inch nhỏ hơn, phẳng, không có cạnh cong, dung lượng pin 3.100mAh. Đầu đọc dấu vân tay của nó được chứa trong nút nguồn ở phía bên phải thay vì trong màn hình và không bao gồm camera tele 12 megapixel như của S10 (nhưng vẫn bao gồm khẩu độ kép 12 megapixel và 16 megapixel siêu rộng cảm biến góc). Ngoài ra, Samsung đã công bố một phiên bản phablet lớn hơn lớn hơn có tên là S10 5G: hỗ trợ mạng không dây 5G, màn hình 6,7 inch, dung lượng lưu trữ 256GB hoặc 512GB, thêm chế độ hẹn thời gian 3D camera ở cả mặt trước và mặt sau và pin 4.500 mAh. Thiết bị này sẽ tạm thời độc quyền cho Verizon Wireless khi ra mắt vào năm 2019 trước khi mở rộng sang các nhà mạng khác trong vài tuần sau khi ra mắt. S10e, S10 và S10+ chỉ được tích hợp sạc nhanh 15W trong khi S10 5G được tích hợp sạc siêu nhanh 25W.
Vào đầu năm 2020, Samsung cho ra mắt thêm 1 phiên bản Samsung Galaxy S10 Lite với một số cắt giảm về cấu hình với màn hình phẳng (không vát cong như S10, S10+ và S10 5G). Galaxy S10 Lite ra mắt cùng với Galaxy Note10 Lite với ngôn ngữ thiết kế cụm camera sau đặt lệch về phía trên bên trái trong một khuôn hình vuông màu đen. Thiết bị này có dung lượng pin 4.500mAh và tích hợp sạc siêu nhanh 25W.
Phần mềm
S10 series được cài sẵn Android 9.0 Pie. Chúng là những điện thoại thông minh đầu tiên của Samsung được phát hành với một bản cải tiến lớn về trải nghiệm người dùng Android, Samsung tuyên bố khai tử Samsung Experience để thay bằng giao diện One UI. One UI thay đổi giao diện cửa sổ đa nhiệm, bộ icon mới nhằm cải thiện khả năng sử dụng trên màn hình lớn, cũng như sử dụng điện thoại bằng một tay. One IU còn thêm vào chế độ nền tối Dark Mode cũng như hệ thống điều hướng bằng cử chỉ thay thế 3 nút điều hướng quen thuộc của Android.
S10 Series hiện nay đã được hỗ trợ cập nhật lên Android 10 cùng giao diện One UI 2.5.

## Sự đón nhận
Dan Seifert của tờ báo The Verge đã cho S10 điểm số 8,5 / 10, với đánh giá cao về màn hình, hiệu năng, thời lượng pin, hệ thống camera đa năng, cùng việc giữ lại jack cắm tai nghe 3.5mm. Tuy nhiên, ông lưu ý rằng cảm biến dấu vân tay siêu âm có thể có lỗi và hiệu suất máy ảnh trên S10 không tốt bằng bộ đôi Google Pixel 3/Pixel 3XL trong điều kiện ánh sáng yếu.